# جاك يواكيم يومبي أوبانغو
جاك يواكيم يومبي أوبانغو (بالفرنسية: Joachim Yhombi-Opango)‏ (12 يناير 1939 - 30 مارس 2020) سياسي كونغولي. شغل منصب رئيس دولة جمهورية الكونغو الشعبية من 1977 إلى 1979. كما شغل منصب رئيس الوزراء من 1993 إلى 1996.

## وفاته
توفي في 30 مارس 2020 في فرنسا، إثر إصابته بمرض فيروس كورونا.

## روابط خارجية
- جاك يواكيم يومبي أوبانغو على موقع الموسوعة البريطانية (الإنجليزية)
- جاك يواكيم يومبي أوبانغو على موقع مونزينجر (الألمانية)